# Berlinische Galerie
Die Berlinische Galerie ist ein Museum des Landes Berlin. Offiziell trägt es den Beinamen Landesmuseum für Moderne Kunst, Fotografie und Architektur. Das Museumsgebäude befindet sich in der Alten Jakobstraße im Berliner Ortsteil Kreuzberg. Die Berlinische Galerie sammelt in Berlin seit 1870 entstandene Kunst mit einem regionalen und internationalen Schwerpunkt. Direktor des Museums ist seit September 2010 der Kunsthistoriker Thomas Köhler, bis dahin stellvertretender Direktor, als Nachfolger von Jörn Merkert.

## Geschichte
Das Museum wurde im Jahr 1975 als privater Verein gegründet, um in Berlin entstandene Kunst zu sammeln, zu erforschen und zu präsentieren. Gründungsdirektor war der Kunsthistoriker Eberhard Roters, den das fehlende Bewusstsein für spezifisch Berlinische Kunst zur Museumsgründung bewegte. Weitere Gründungsmitglieder waren Karol Kubicki, Winnetou Kampmann, Klaus Osterhof, Wolf Jobst Siedler, Werner Küpper, Eberhard Knoch, Otto Mertens, Margit Scharoun, Peter Pfankuch, Hanspeter Dresbach, Helmut Zeumer, Werner Düttmann und Karl Giese. In den ersten Jahren residierte das Museum in einem Charlottenburger Büro, Ausstellungen wurden unter anderem in der Akademie der Künste oder der Neuen Nationalgalerie gezeigt. 1978 zog die Galerie in das Landwehr-Kasino in der Jebensstraße am Bahnhof Zoo und 1986 in den Martin-Gropius-Bau.
Nach der Wiedervereinigung Berlins im Jahr 1990 wurde die Sammlung 1994 zur Stiftung öffentlichen Rechts und nutzte Räume im Martin-Gropius-Bau. Aus dem Trägerverein entstand später der Förderverein Berlinische Galerie e. V. Im Jahr 1998 musste die Sammlung wegen Sanierung und Umbauarbeiten des Hauses in der Niederkirchnerstraße umziehen.
Nach Jahren ohne Domizil wurde am 22. Oktober 2004 ein eigenes Haus in einer vom Architekten Jörg Fricke umgebauten Industriehalle mit 4600 m² Ausstellungsfläche in der Alten Jakobstraße eröffnet. Der Umbau der 1965 errichteten Halle dauerte ein Jahr; ursprünglich war das Gebäude ein Glaslager für die Berliner Senatsreserve. Im Nachbargebäude wird weiterhin das Glaserhandwerk gelehrt.
Vor dem Museumsgebäude steht unter anderem eine Metall[[skulptur des Bildhauer-Ehepaars Matschinsky-Denninghoff. Daneben gibt es aus Platzgründen in den Straßen rund um das Museum einen öffentlichen Skulpturengarten|Skulpturenpark]] mit der Bezeichnung Kunst – Stadt – Raum.
In Vorbereitung auf das 50-jährige Gründungsfest im Sommer 2025 hat das Museumsteam die Sammlungspräsentation überarbeitet. Es sind nun Objekte aus dem 2022 übernommenen Verborgenen Museum mit eingeordnet und die Räume für die Exponate der Künstlerin Hannah Höch wurden neu gestaltet. Über dem Galerieeingang wird der Künstler Daniel Hölzl eine schwebende, luftgefüllte Skulptur platzieren. Dazu gestalten die Gartenarchitekten vom Atelier le balto die hohe Glasfassade mit Rankpflanzen in Töpfen – zu Schauzwecken und zur Kühlung.

## Sammlung

### Überblick
Die Berlinische Galerie sammelt Kunst, die in Berlin zwischen dem Ende des 19. Jahrhunderts (seit 1870) bis in die Gegenwart entstand oder entsteht. Hierbei ist die Sammlung interdisziplinär aufgestellt: Malerei, Skulpturen, Installations- und Medienkunst, Grafik, Fotografie, Architektur und die dokumentarischen Nachlässe von Künstlern gehören zu den Beständen. Die Sammlung besteht aus fünf Sammlungsbereichen: Bildende Kunst, Fotografie, Architektur, Grafik und Künstler*innen-Archive. − Im Jahr 2022 hat das Museum die Exponate des aufgelösten Verborgenen Museums übernommen, das auf Kunst von Frauen spezialisiert ist (war).

### Bildende Kunst
In der Sammlung Bildende Kunst befinden sich rund 5000 Objekte. Darunter sind Werke von prominenten Künstlern wie Max Beckmann, Hannah Höch, Naum Gabo, Georg Baselitz, Wolf Vostell, Ursula Sax und John Bock. Auch Werke zahlreicher Künstlergruppen sind vertreten, z. B. der Berliner Secession, Dada Berlin, der osteuropäischen Avantgarden, der Neuen Wilden und der jungen Kunstszene nach dem Mauerfall 1989. Einen Schwerpunkt bilden die Goldenen Zwanziger Jahre.

### Grafik
Zur grafischen Sammlung zählen rund 15.000 Blätter, darunter Druckgrafiken und vor allem Zeichnungen. Die Arbeiten bilden die Vielfältigkeit der kunsthistorischen Entwicklungen in Berlin ab: von Dada Berlin, dem späten Expressionismus ab 1914, der osteuropäischen Avantgarde der 1920er Jahre über die Neue Sachlichkeit, die Neue Figuration der 1960er Jahre, die Ost-Berliner Kunst seit Mauerbau und Mauerfall bis hin zur zeitgenössischen Zeichnung.

### Fotografie
Die fotografische Sammlung zählt mit rund 73.000 Fotografien zu einer der bedeutendsten Deutschlands. Neben Porträt-, Architektur- und Stadtfotografie zählen auch Werbe- und Modefotografie, bildjournalistische Arbeiten, Fotomontagen, Fotogramme und fotografische Konzeptarbeiten zu den Schwerpunkten. Eine Besonderheit ist die künstlerische Fotografie der DDR. Durch kontinuierliche und umfangreiche Ankäufe fördert das Museum auch die zeitgenössische Berliner Fotografie.

### Architektur
Die Architektursammlung umfasst etwa 300.000 Pläne, 80.000 Fotografien, 4.000 Entwurfskartons für Glasmalereien und Mosaike, 2.500 Modelle und rund 800 Meter Aktenmaterial aus Nachlässen, Wettbewerben und Archiven. Die Materialien dokumentieren die Stadtplanung und Architektur Berlins von 1900 bis zur Gegenwart.

### Künstler*innen-Archive
Die Sammlung bewahrt dokumentarisches Material zu Künstlern, Künstlergruppen, Galeristen und Kunstwissenschaftlern (u. a. zum Jugendstil-Künstler Fidus, zur Novembergruppe, zur Galerie Ferdinand Möller sowie zu den Bildhauern Naum Gabo und Hans Uhlmann). Ein besonderer Schwerpunkt ist der umfangreiche Archivbestand zur Berliner DADA-Bewegung bestehend aus den Nachlässen von Hannah Höch und Raoul Hausmann.

## Ausstellungen

### Dauerausstellung
Im Obergeschoss präsentiert das Museum in seiner Dauerausstellung mit dem Titel Kunst in Berlin 1880–1980 eine Auswahl der Hauptwerke seiner Sammlung aus den Bereichen Malerei, Grafik, Skulptur, Fotografie und Architektur in chronologischer Folge auf mehr als 1000 m², aktualisiert durch Entdeckungen und Neuerwerbungen. Im Oktober 2020 wurde der Rundgang durch die Sammlung grundsätzlich erneuert und präsentiert Kunst von der Malerei der Kaiserzeit Ende des 19. Jahrhunderts über Werke des Expressionismus, der osteuropäischen Avantgarde bis hin zur Architektur der Nachkriegsmoderne und der Heftigen Malerei der 1970er Jahre.

### Sonderausstellungen
Das Sonderausstellungsprogramm im Erdgeschoss reicht von der Klassischen Moderne bis zur zeitgenössischen Kunst in Berlin. Diese werden ergänzt durch Veranstaltungsreihen mit Filmen, Konzerten, Künstlergesprächen, Kuratorenführungen und Vorträgen.
Liste der Sonderausstellungen (Auswahl)
- 2010/2011: Nan Goldin: Berlin Work. Fotografien 1984–2009
- 2010/2011: Susanne Kriemann: GASAG-Kunstpreis 2010
- 2010/2011: Arno Fischer: Fotografien 1953–2006. Hannah-Höch-Preis 2010
- 2011/2012: Eva Besnyö: Fotografin 1910–2003. Budapest – Berlin – Amsterdam
- 2011/2012: J. Mayer H.: RAPPORT. Experimentelle Raumstrukturen
- 2011/2012: 12 × 12. Die IBB-Videolounge in der Berlinischen Galerie
- 2011/2012: Friedrich Seidenstücker: Fotografien 1925–1958
- 2012: Boris Mikhailov: Time is out of joint. Fotografien 1966–2011
- 2012: Aus der Sammlung: Straßen und Gesichter 1918–1933
- 2012: Michael Sailstorfer: Forst. Vattenfall Contemporary 2012
- 2012: Manifesto Collage. Die ‚About Change Collection‘ zu Gast in der Berlinischen Galerie
- 2012/2013: Geschlossene Gesellschaft – Künstlerische Fotografie in der DDR 1949–1989
- 2012/2013: Tue Greenfort: GASAG-Kunstpreis 2012
- 2013: Vattenfall Contemporary: Katja Strunz – Drehmoment (Viel Zeit, wenig Raum), 26. April bis 2. September 2013
- 2013: Tobias Zielony: Jenny Jenny, 21. Juni bis 30. September 2013
- 2013/2014: 12×12 – Die IBB-Videolounge in der Berlinischen Galerie, 5. Juni 2013 bis 5. Mai 2014
- 2013/2014: Wien Berlin. Kunst zweier Metropolen – Von Schiele bis Grosz (eine Kooperation mit der Österreichischen Galerie Belvedere in Berlin)[8]
- 2013/2014: Ari Benjamin Meyers: Chamber Music (Vestibule)
- 2014: Dorothy Iannone: This Sweetness Outside of Time. Gemälde, Objekte, Bücher 1959–2014
- 2014/2015: Nik Nowak: GASAG-Kunstpreis 2014
- 2015: Bernhard Martin: Fred-Thieler-Preis 2015
- 2015: Björn Dahlem: Mare Lunaris
- 2015: Radikal modern. Planen und Bauen in Berlin der 1960er Jahre
- 2015/2016: Max Beckmann und Berlin [9]
- 2015/2016: Brandlhuber+ Hertweck, Mayfried: The dialogic City: Berlin wird Berlin
- 2015/2016: Ich kenne kein Weekend. Aus Rene Blocks Archiv und Sammlung
- 2016: DADA Afrika. Dialog mit dem Fremden (eine Kooperation mit dem Museum Rietberg in Zürich), Katalog[10]
- 2016: Heidi Specker – In Front of Fotografien 2005/2015
- 2016: Erwin Wurm. Bei Mutti [11]
- 2016/2017: Cornelia Schleime. Ein Wimpernschlag (Hannah-Höch-Preis 2016)[12]
- 2017: John Bock. Im Moloch der Wesenspräsenz [13]
- 2017: Christine Streuli. Fred-Thieler-Preis 2017 [14]
- 2017: Die fotografierte Ferne. Fotografen auf Reisen (1880–2015) [15]
- 2017: Monica Bonvicini. 3612,54 M³ VS 0,05 M³ [16]
- 2017: Cyrill Lachauer. What Do You Want Here [17]
- 2017/2018: Jeanne Mammen. Die Beobachterin – Retrospektive 1910–1975 (Kuratorin Annelie Lütgens)[18]
- 2018/2019: Freiheit. Die Kunst der Novembergruppe 1918–1935 [19]
- 2019: Lotte Laserstein. Von Angesicht zu Angesicht (Kuratorin Annelie Lütgens)[20]
- 2019: realities:united – Fazit
- 2019: André Kirchner. Stadtrand Berlin
- 2019/2020: original bauhaus. Die Jubiläumsausstellung (eine Kooperation mit dem Bauhaus-Archiv Berlin, anlässlich des 100. Gründungsjubiläums des Bauhauses)[21]
- 2019/2020: Bettina Pousttchi. In Recent Years [22]
- 2020: Umbo Fotograf. Werke 1926–1956 [23]
- 2020: Wide Open. Seelenbilder – Seelenräume [24]
- 2020/2021: Gezeichnete Stadt. Arbeiten auf Papier 1945 bis heute [25]
- 2021/2022: Ferdinand Hodler und die Berliner Moderne [26]
- 2021/2022: Louise Stomps. Natur Gestalten. Skulpturen und Zeichnungen 1928–1988 [27]
- 2022: Modebilder. Kunstkleider. Fotografie, Malerei und Mode. 1900 bis heute [28]
- 2022/2023: Magyar Modern. Ungarische Kunst in Berlin 1910–1933 [29]
- 2022/2023: Klassenfragen. Kunst und ihre Produktionsbedingungen [30]
- 2023: Böhler & Orendt. The Sweet Certainty [31]
- 2023: Julius von Bismarck. When Platitudes Become Form [32]
- 2023/2024: Nasan Tur. Hunted [33]
- 2023/2024: Edvard Munch. Zauber des Nordens [34]
- 2023/2024: Grünzeug. Pflanzen in der Fotografie der Gegenwart [35]
- 2024: Kader Attias. J'Accuse [36]
- 2024: Özlem Altın. Prisma Hannah-Höch-Förderpreis 2024
- 2024: AkinbodeAkinbiyi. Being, Seeing, Wandering Hannah-Höch-Preis 2024
- 2024/2025: Mariechen Danz. edge out [37]

Bilder
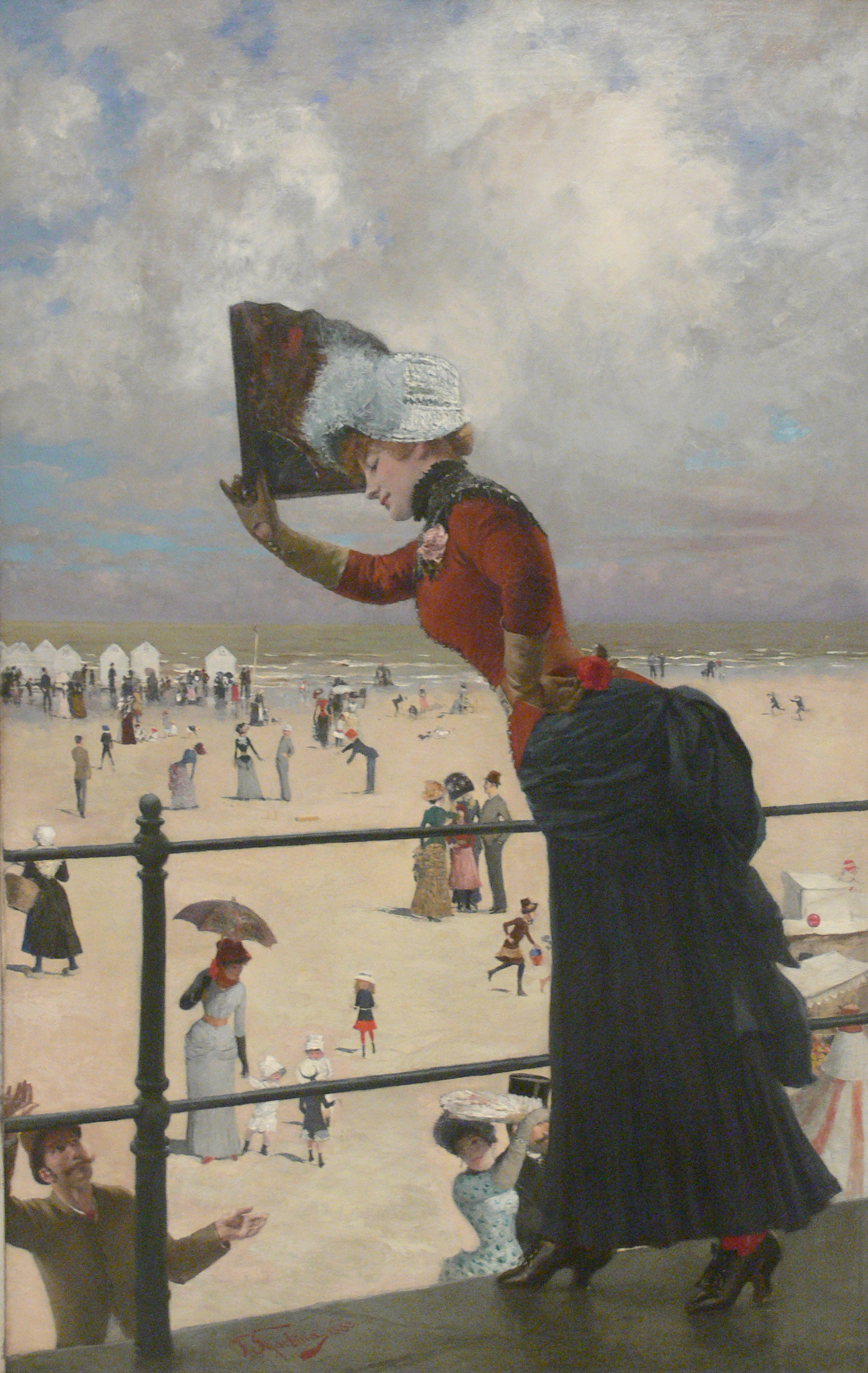
Franz Skarbina: Dame auf der Wandelbahn eines Seebads, 1883
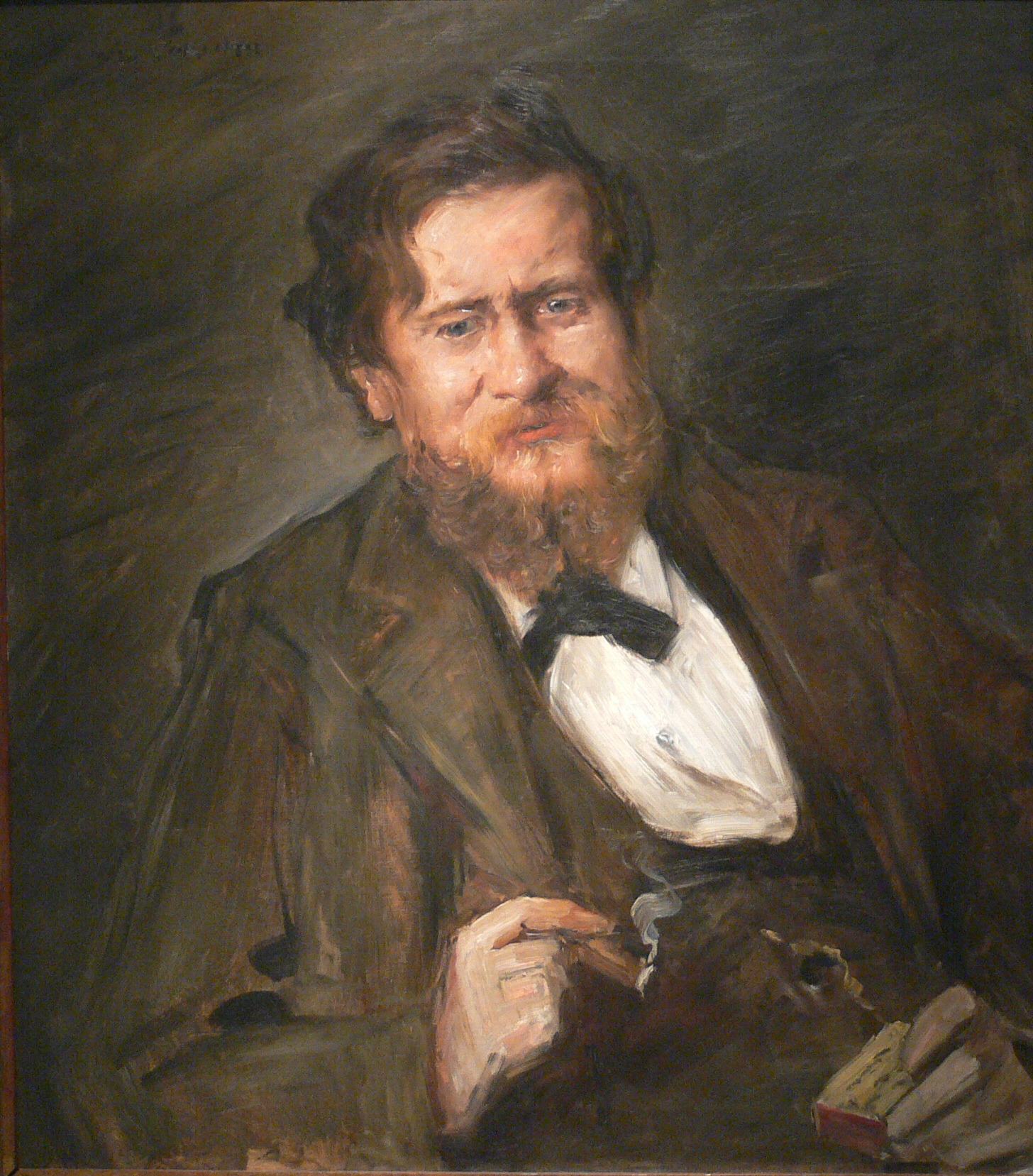
Lovis Corinth: Porträt des Malers Fritz Rumpf, 1901
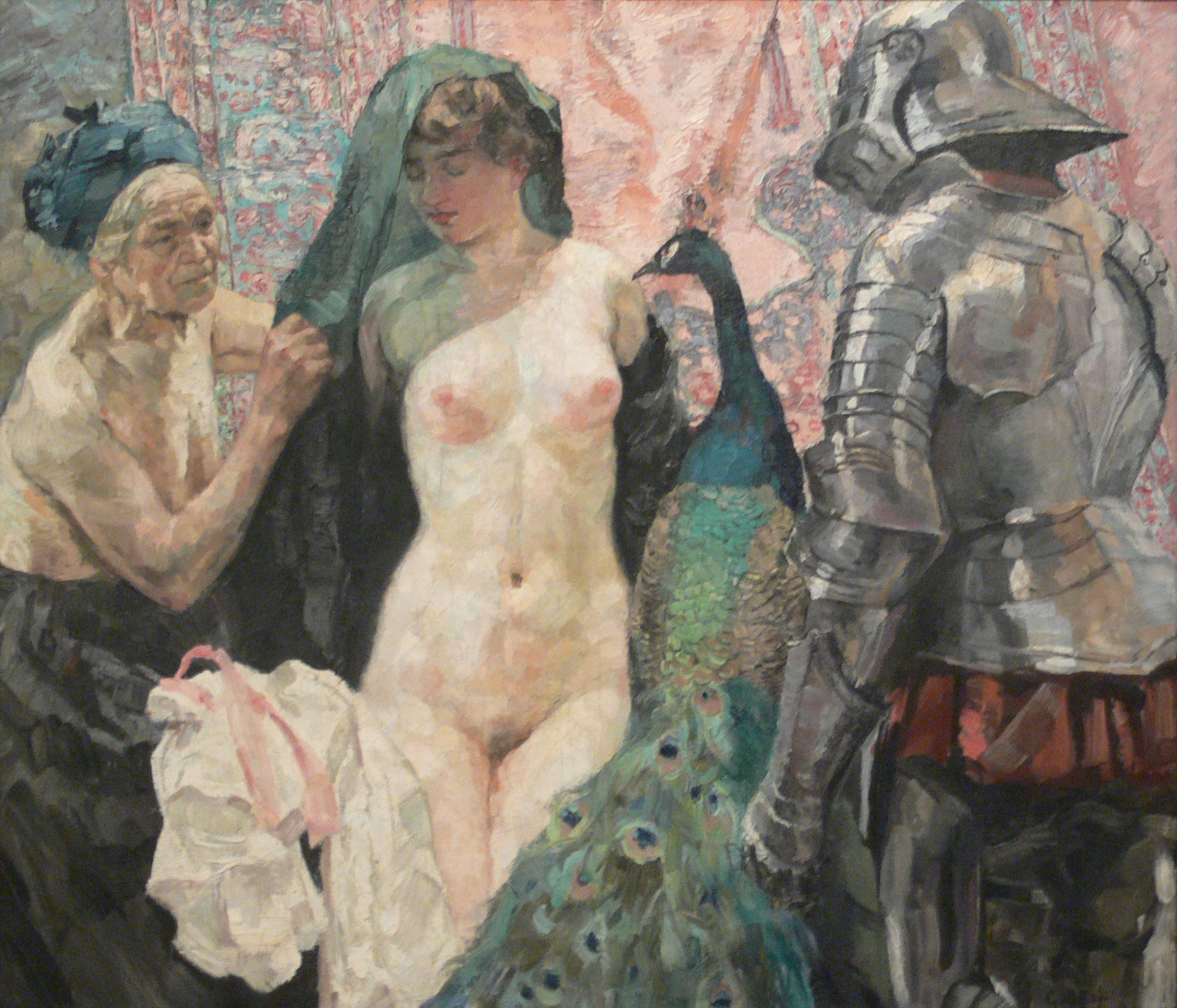
Wilhelm Gallhof: Die Versuchung des Ritters, vor 1910
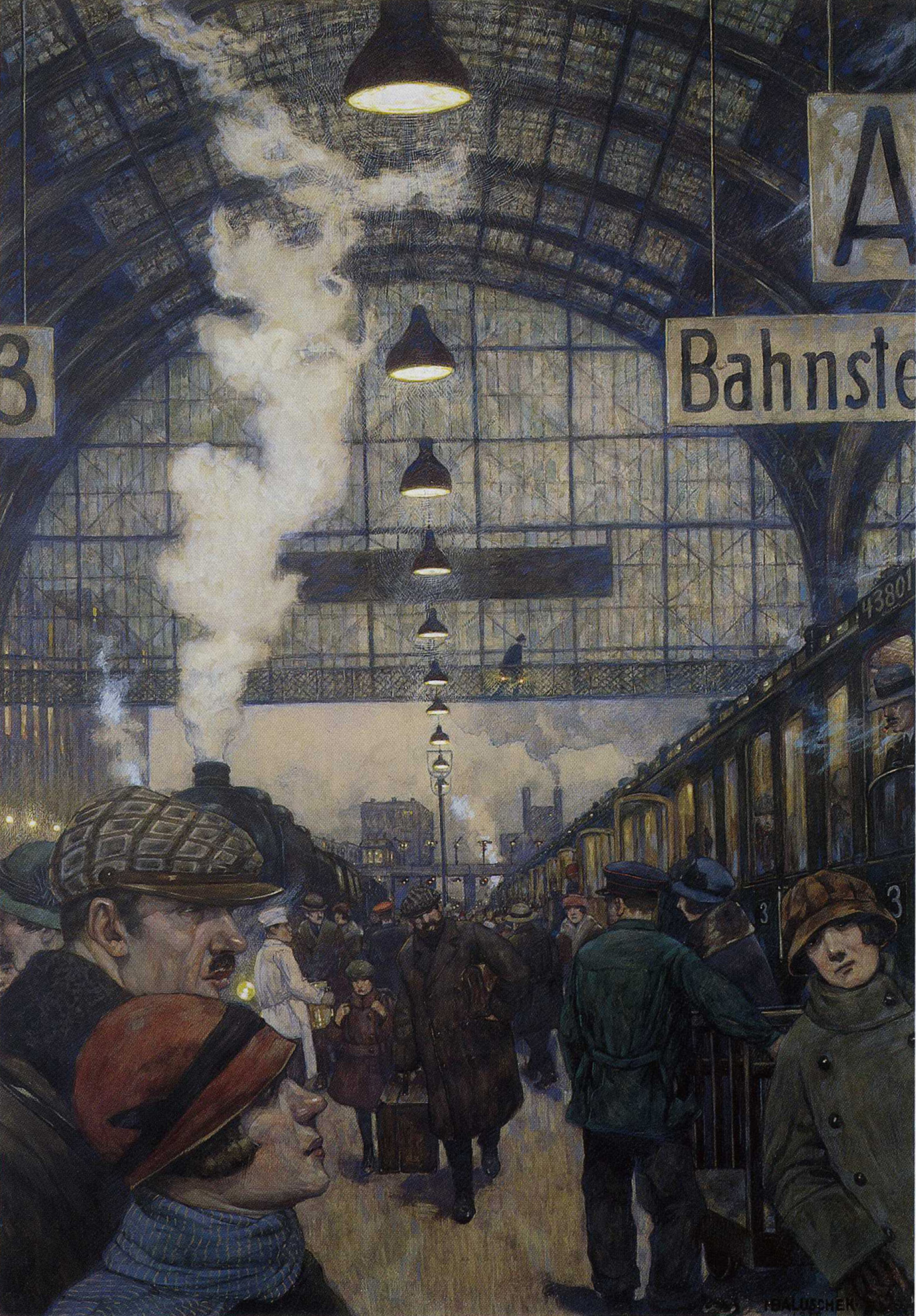
Hans Baluschek: Bahnhofshalle, 1929
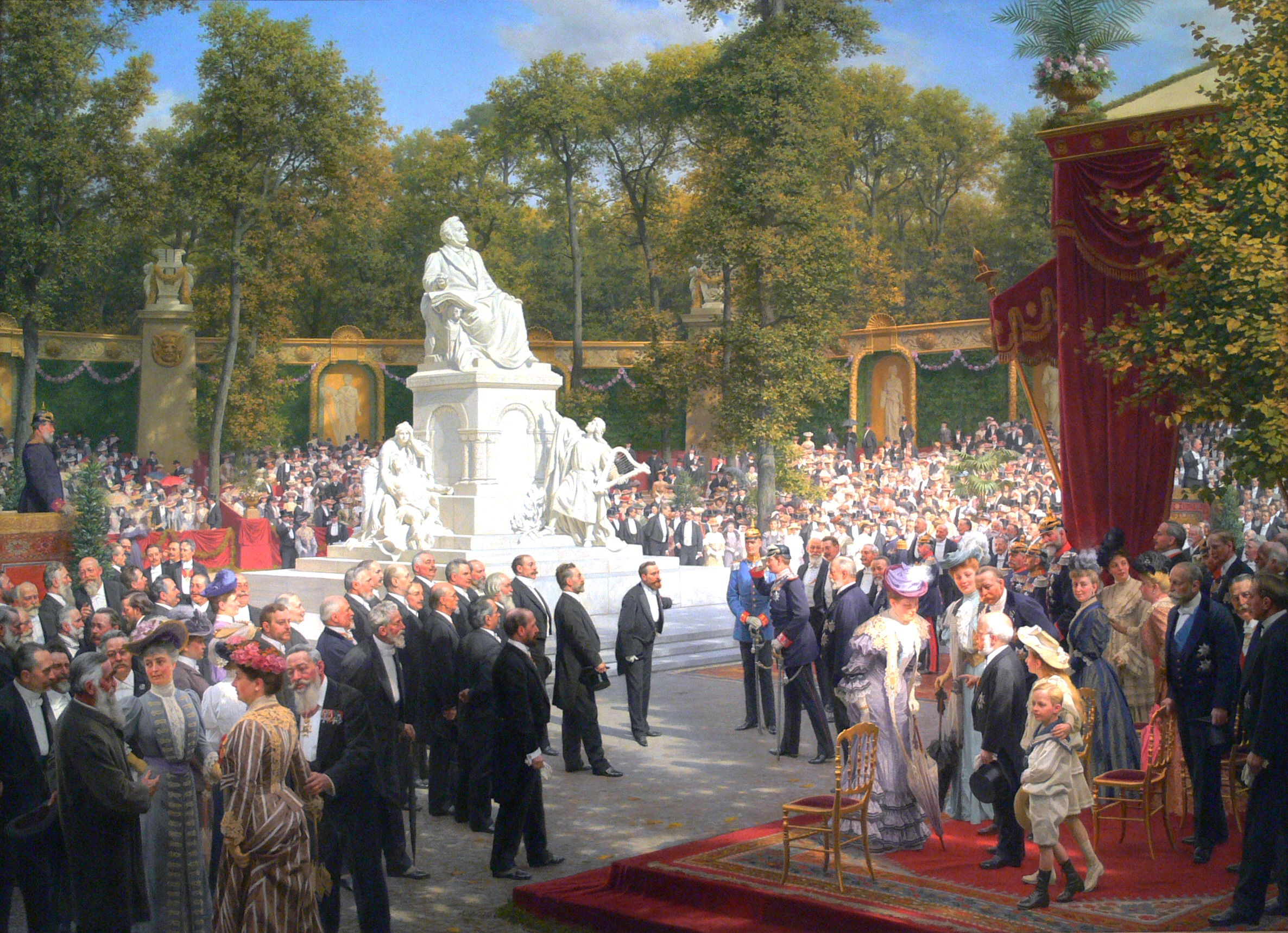
Anton von Werner: Enthüllung des Richard Wagner Denkmals, 1908
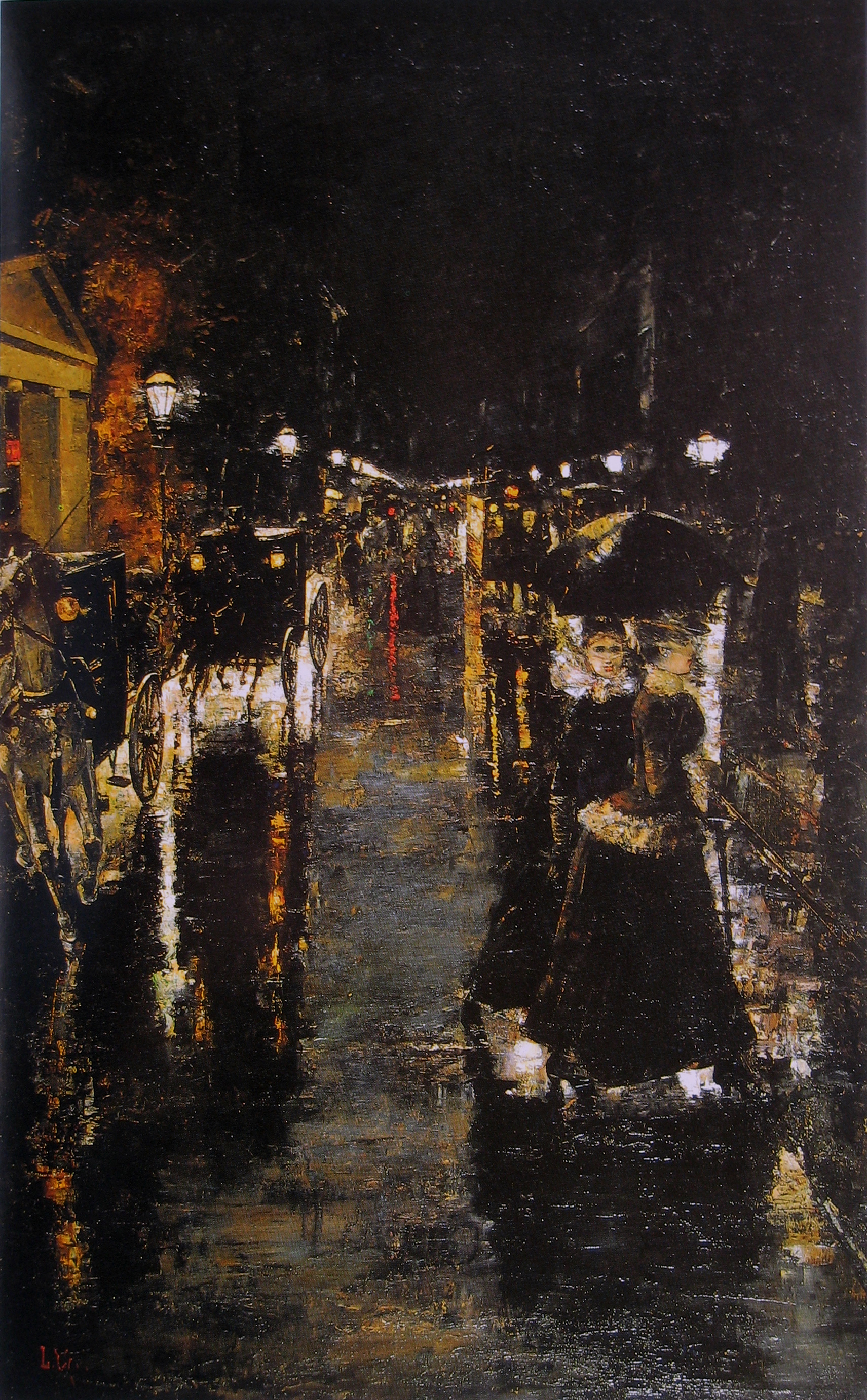
Lesser Ury: Berliner Straßenszene (Leipziger Straße), 1889

## Barrierefreies Museum
Von 2015 bis 2017 wurde in enger Kooperation mit dem Deutschen Blinden- und Sehbehindertenverband (DBSV) daran gearbeitet, die Dauerausstellung mit Tastmedien, einem Bodenleitsystem und einer Museumsapp auszustatten. Ziel des von der Aktion Mensch geförderten und von der Berliner Senatsverwaltung für Kultur und Europa unterstützten Projektes Kultur mit allen Sinnen war es, seheingeschränkten Besuchern einen Zugang zu Kunst mit allen Sinnen zu ermöglichen.

## Kunstpreise

### GASAG-Kunstpreis
Seit 2010 wird der GASAG-Kunstpreis in Kooperation mit der Berlinischen Galerie verliehen. Alle zwei Jahre zeichnet der Preis eine „künstlerische Position an der Schnittstelle von Kunst, Wissenschaft und Technik“ aus. Der GASAG-Kunstpreis ist mit rund 10.000 Euro dotiert und schließt einen Kunstankauf in Höhe von 5000 Euro (Stand: 2018) ein.
Preisträger
- 2010: Susanne Kriemann
- 2012: Tue Greenfort[40]
- 2014: Nik Nowak, für die Soundinstallation Echo[41]
- 2016: Andreas Greiner[42]
- 2018: Julian Charrière für die multimediale Rauminstallation As We Used to Float[43]
- 2020: Marc Bauer[44]
- 2024: Mariechen Danz

### Vattenfall Contemporary
Der Preis Vattenfall Contemporary ist Nachfolger der Auszeichnung Vattenfall Kunstpreis Energie, der seit 1992 jährlich verliehen wird. Im Jahr 2009 hat Vattenfall Europe den Kunstpreis zusammen mit der Berlinischen Galerie neu ausgerichtet. Neben Malerei und Zeichnung wird er seither auch für Medienkunst, Performance und Skulptur an international renommierte Künstler verliehen, die in Berlin leben und arbeiten. Der Preis beinhaltet eine Ausstellung in der Berlinischen Galerie, die Produktion eines Kataloges und den Ankauf einer Arbeit für die Sammlung Vattenfall. Die bisherigen Preisträger sind Julian Rosefeldt (2010) und Angela Bulloch (2011). 2012 ging der Preis an Michael Sailstorfer. 2013 wurde der Preis eingestellt. Letzte Preisträgerin war Katja Strunz (2013).

### Hannah-Höch-Preis
Seit 1996 wird von der Kulturverwaltung des Berliner Senats der Hannah-Höch-Preis für ein hervorragendes künstlerisches Lebenswerk verliehen. Zielgruppe des Preises sind bildende Künstler, die ihr 60. Lebensjahr vollendet haben und deren Lebens- und Arbeitsschwerpunkt von Berlin geprägt ist. Entscheidend für die Auswahl ist eine kontinuierlich hochwertige künstlerische Leistung, die bisher noch nicht öffentlich gewürdigt wurde. Die Auswahl der Preisträger erfolgt durch die Förderkommission Bildende Kunst der Kulturverwaltung des Berliner Senats, wobei Eigenbewerbungen nicht möglich sind.
Die Preissumme beträgt 15.000 Euro. Die Ehrung ist verbunden mit einem künstlerischen Projekt oder einer Ausstellung sowie einem Katalog. Diese werden nach Möglichkeit durch die Stiftung Berlinische Galerie, die Stiftung Stadtmuseum Berlin, das Kupferstichkabinett oder den Neuen Berliner Kunstverein durchgeführt. Die Preisverleihung findet in Anlehnung an den Geburtstag von Hannah Höch im November des jeweiligen Jahres statt.

### Fred-Thieler-Preis für Malerei
Der Fred-Thieler-Preis wird an Künstler verliehen, die, laut Eigenaussage, ihren Lebens- und Schaffensmittelpunkt in Deutschland haben und deren Werk abseits vom aktuellen Geschehen Zeichen in der Entwicklung zeitgenössischer Kunst setzt. Die Verleihung erfolgt seit 1992 am 17. März, dem Geburtstag von Fred Thieler, und wird seit 2007 mit 10.000 Euro dotiert zweijährlich vergeben.

## Förderverein Berlinische Galerie
Der Förderverein wird seit über 45 Jahren von rund 1700 Mitgliedern (Stand: 2023) getragen, die die Arbeit des Museums vor allem finanziell unterstützen. Dazu gehören auch die Mitglieder von „Jung und Artig“, dem Kreis der jungen Freunde. Sie erhalten neben freiem Museumseintritt Sonderführungen, Atelierbesuche, Exkursionen und Previews.